# Martín Vizcarra
Martín Alberto Vizcarra Cornejo (ur. 22 marca 1963 w Limie) – peruwiański polityk, wiceprezydent Peru w latach 2016–2018, prezydent Peru od 23 marca 2018 do 10 listopada 2020. 

## Życiorys
Z zawodu jest inżynierem budowlanym. Studiował na Państwowej Politechnice Peruwiańskiej. 
Był m.in. gubernatorem regionu Moquegua (2011–2014), ministrem transportu i komunikacji (2016–2017) oraz ambasadorem Peru w Kanadzie (2017–2018). 
Od 28 lipca 2016 do 23 marca 2018 sprawował urząd wiceprezydenta Peru przy prezydencie Pedro Pablo Kuczynskim. W związku z rezygnacją prezydenta Kuczynskiego z zajmowanego stanowiska, 23 marca 2018 Vizcarra został zaprzysiężony na stanowisku głowy państwa.
Pozostawał w sporze z większością parlamentarną, której przewodziła Keiko Fujimori, forsując śledztwa antykorupcyjne m.in. przeciwko Fujimori i trzem byłym prezydentom, a także reformy wymiaru sprawiedliwości. Wobec odmówienia mu wotum zaufania i przejmowania przez nią trybunału konstytucyjnego celem powstrzymania tych śledztw, jesienią 2019 r. rozpisał zgodnie z konstytucją nowe wybory. Wówczas opozycyjna większość przegłosowała zawieszenie prezydenta w obowiązkach, oskarżając go o nadużycie władzy, i zaprzysięgła jako nowego prezydenta swoją parlamentarną liderkę Mercedes Aráoz. W odpowiedzi pod parlamentem zaczęły się protesty zwolenników Vizcarry, a dowództwo sił zbrojnych oraz policji ogłosiły poparcie dla niego. 
Usunięty ze stanowiska prezydenta przez Kongres w wyniku impeachmentu w listopadzie 2020 r., a na pełniącego obowiązki wyznaczony został Manuel Merino, który po tygodniu został odwołany pod wpływem antyrządowych zamieszek.